# 응암정보도서관
응암정보도서관은 서울특별시 은평구에 있는 도서관이다.